# Grewia amicorum
Grewia amicorum là một loài thực vật có hoa trong họ Cẩm quỳ. Loài này được Steud. mô tả khoa học đầu tiên năm 1840.